# Мутран, Халиль Абдо
Халиль Мутран (араб. خليل مُطران‎; 1 июня 1872, Баальбек, Османская империя ― 1 июля 1949, Каир, Королевство Египет) ― арабский поэт, журналист, писатель, переводчик.

## Биография
Родился в семье чиновника.
Учился в католической школе в Бейруте.
В 1890―1892 годах жил в Париже.
В 1892 году переехал в Египет, где с 1900 года выпускал независимый журнал «Аль-Маджалля аль-Мысрийя» и газету «Аль-Джаваиб аль-Мысрийя».
В 1935―1949 годах руководил национальной драматической труппой. Испытав влияние европейского романтизма, стал делать акцент на изображении внутреннего мира человека, преодолевая рамки арабской классической поэзии.
Лучшие образцы поэтического творчества, посвящённого темам душевных переживаний, любви, самоотверженности и природы, были собраны в книге «Диван Халиля» (в 4-х тт., 1932―1934).
Из прозаических произведений наиболее известно «Зеркало дней», являющееся изложением всеобщей истории.
Переводил на арабский язык произведения Расина, Корнеля, Шекспира, Гюго и др.